# Bolboceras borgmeieri
Bolboceras borgmeieri är en skalbaggsart som beskrevs av Martinez 1976. Bolboceras borgmeieri ingår i släktet Bolboceras och familjen Bolboceratidae. Inga underarter finns listade.